# Bless the Beasts and Children
Bless the Beasts and Children também grafado Bless the Beasts & Children (Brasil: Abençoai as Feras e as Crianças / Portugal: Os Homens do Amanhã) é um filme norte-americano de 1971, do gênero comédia dramática, dirigido por Stanley Kramer e estrelado por Bill Mumy e Barry Robins.
Bless the Beasts and Children é uma produção dirigida às crianças, mas com uma mensagem social. O filme é estrelado por Bill Mumy, mundialmente famoso pelo papel de Will Robinson na telessérie Lost in Space.
A canção título, de Barry De Vorzon e Perry Botkin Jr., interpretada pelos The Carpenters, foi indicada ao Oscar e tornou-se muito popular. Com o título mudado para "Nadia's Theme", tornou-se o tema principal da telenovela The Young and the Restless.

## Sinopse
Seis garotos desajustados -- todos "perdedores", conforme o jargão americano -- são enviados pelos pais para um acampamento de verão. Lá, eles ficam indignados com o abate de uma manada de búfalos. Ao saberem que outros desses animais terão o mesmo destino -- o matadouro --, eles se apossam de um cavalo e de um caminhão para salvá-los.

## Principais premiações
| Patrocinador                                    | Prêmio | Categoria                     | Situação |
| ----------------------------------------------- | ------ | ----------------------------- | -------- |
| Academia de Artes e Ciências Cinematográficas   | Oscar  | Melhor Canção Original        | Indicado |
| National Academy of Recording Arts and Sciences | Grammy | Melhor Trilha Sonora - Cinema | Indicado |

## Elenco
| Ator/Atriz           | Personagem       |
| -------------------- | ---------------- |
| Bill Mumy            | Lawrence Teft    |
| Barry Robins         | Cotton           |
| Miles Chapin         | Shecker          |
| Darel Glaser         | Goodenow         |
| Robert Jayson Kramer | Lally 1          |
| Marc Vahanian        | Lally 2114       |
| Jesse White          | Sid Shecker      |
| Ken Swofford         | Wheaties         |
| David Ketchum        | Diretor do campo |